# Mnichovice (district de Benešov)
Pour les articles homonymes, voir Mnichovice.
Mnichovice (en allemand : Mnichowitz) est une commune du district de Benešov, dans la région de Bohême-Centrale, en République tchèque. Sa population s'élevait à 213 habitants en 2020.

## Géographie
Mnichovice se trouve à 11 km à l'est-sud-est de Vlašim, à 29 km au sud-est de Benešov et à 63 km au sud-est de Prague.
La commune est limitée par Javorník et Trhový Štěpánov au nord, par Keblov à l'est, par Strojetice, Čechtice et Borovnice au sud, et par Kuňovice à l'ouest.

## Histoire
La première mention écrite de la localité date de 1352.